# FCヴァッカー・インスブルック
FCヴァッカー・インスブルック（ドイツ語: FC Wacker Innsbruck）は、オーストリア・チロル州の州都インスブルックを本拠地とするサッカークラブである。1913年に創設された、SKラピード・ウィーンやFKアウストリア・ウィーンと共にリーグを代表する名門である。男子トップチームは2018年5月にオーストリア・ブンデスリーガ1部への復帰を果たし、女子トップチームは同月にオーストリア女子ブンデスリーガ2部での優勝とオーストリア・女子ブンデスリーガ1部昇格を決めた。

## 歴史

### 創設から1950年代まで
オーストリア＝ハンガリー帝国時代の1915年に現クラブの母体となるFCヴァッカー・インスブルックが創設された。当初はオーストリア国内や当時はオーストリア領であった北イタリアで数多くの親善試合を行うが、第一次世界大戦の影響もあり、オーストリアサッカー協会が運営する公式リーグに参加するようになるのは1920年からのことであった。
戦力強化のために1922年には同じくインスブルックを拠点としていたFCラピード・インスブルックと一時的に合併したこともあったが、翌年には合併を解消し、再びFCヴァッカー・インスブルックとして公式戦に参加した。
1924年からインスブルック市内にあるティヴォリ地区のサッカー場でホーム戦が行われるようになった。現在でも同じ地区に本拠地のサッカースタジアムティヴォリ・シュターディオンが建てられており、FCヴァッカー・インスブルックとティヴォリ地区はお互いなくてはならない関係になっている。
トップチームは1920年代から1930年代にかけて徐々に力をつけていき、下位リーグからの昇格を重ねるようになる。オーストリアがナチス・ドイツに併合された1930年代後半から1940年代前半、そして敗戦した第二次世界大戦の影響もあり、再び下位リーグに降格したが、1953年にはオーストリア3部に、1958年にはオーストリア2部への昇格を果たした。

### 1960年代-1970年代
オーストリア1部リーグにあたるオーストリア・ブンデスリーガ（当時のリーグ名は「シュターツリーガ」（「Staatsliga」））に1964年に昇格。1967年と1968年には同リーグでの準優勝を、1970年にはオーストリア・カップでの優勝を果たし、翌シーズンのUEFAカップウィナーズカップ 1970-71ではスペインのレアル・マドリードと対戦している。
1971年にオーストリア・ブンデスリーガで優勝。またクラブの歴史上最も多くのタイトルを獲得したことから、「クラブの第1黄金時代」と言われる1970年代が幕開けする。
1970年代に入ると後にガンバ大阪で監督を務めることになるフリードリッヒ・コンシリアをはじめ、4年連続バロンドール（ヨーロッパ年間最優秀選手賞）でベスト10に選出されるブルーノ・ペッツァイ、同クラブでの活躍により後にスペイン・プリメーラ・ディビシオンの名門バレンシアCFで主力選手となるクルト・ヤーラなど多くのオーストリア代表選手が所属するようになり、オーストリアを代表する強豪クラブに成長する。
クラブの第1黄金時代といえる1970年代には、オーストリア・ブンデスリーガで優勝5回（1971年、1972年、1973年、1975年、1977年）、準優勝2回（1974年、1976年）、オーストリア・カップ優勝5回（1970年、1973年、1975年、1978年、1979年）、準優勝1回（1976年）の成績を残した。
1975年と1976年にはミトローパ・カップでも優勝。ミトローパ・カップを連覇した翌年にはUEFAチャンピオンズカップ 1977-78でFCバーゼルやセルティックFCを破ってベスト8へ進出。準々決勝ではドイツのボルシア・メンヒェングラートバッハをホームで破るなどヨーロッパカップでも結果を残した。
しかし、1970年代末になるとクラブは財政難に陥り1979年には2部へ降格した。

### 1980年代
1981年にオーストリア・ブンデスリーガに復帰。1986年にチロル州に本社を置くスワロフスキー社がクラブのオーストリア・ブンデスリーガ・ライセンスを買収。巨大な資金力をバックにクラブ経営に直接関わるようになり、クラブ名は「FCスワロフスキー・ティロル」に変更された。
オランダのフェイエノールト元監督のエルンスト・ハッペルが監督に就任。オーストリア代表のミヒャエル・バウアーやブルーノ・ペッツァイ、クリストフ・ヴェスターターラー、ペーター・パクルトなどの他、ドイツ代表選手のハンジ・ミュラーや、アルゼンチン代表選手のネストル・ゴロシートなどを獲得した。
UEFAカップ1986-87ではロシアのFCスパルタク・モスクワやイタリアのACトリノなどを次々と破り準決勝に進出。UEFAインタートトカップでは1989年から1991年まで3連覇を果たす。
オーストリア・ブンデスリーガでは1989年および1990年と2連覇。1991年は準優勝の成績を残した。オーストリア・カップでも1987年、1988年に準優勝、1989年に優勝を果たす。
また、ハッペルの指導の下、多くの若手選手が飛躍的な成長を成し遂げ、1990 FIFAワールドカップ・ヨーロッパ予選ではオーストリアA代表のスタメンの約半分が同クラブ所属選手であることも珍しくなかった。

### 1990年代
1992年にスワロフスキー社がクラブの経営から手を引くとクラブは再び財政難に陥り、1990年代後半まで低迷が続く。クラブの正式名称も「FCティロル・インスブルック」に変更された。
1990年代後半までには、後にドイツA代表ヘッドコーチに就任するホルスト・フルベッシュ、後に浦和レッズの監督に招聘されるホルスト・ケッペル、現役時代にヨーロッパ・ゴールデンブーツ賞（ヨーロッパ年間最優秀得点王賞）を獲得し、後にオーストリアA代表監督に就任するハンス・クランクルなどが監督に就任し、オーストリア・ブンデスリーガでの中位の地位は維持するものの、上位に進出し優勝争いに絡むことはなかった。
1998年頃から政治的なサポートもありチロル州の数多くの地元大手企業がスポンサーとしてつき、クラブは3度目の黄金期を迎えた。
地元インスブルック出身のクルト・ヤーラが監督に就任し、2000年のオーストリア・ブンデスリーガ優勝を皮切りに、2001年、2002年と国内リーグで3連覇した。
なお、2001年秋には現ドイツA代表監督のヨアヒム・レーヴが監督に就任している。
UEFAカップではドイツ・ブンデスリーガのVfBシュトゥットガルトやセリエAのフィオレンティーナを相手に勝利を収めるなど好結果を残したが、高額な選手年俸とUEFAチャンピオンズリーグ 2000-01の本大会出場を最後の最後で逃したこともあり（最終予選で敗退）、財政が破綻してクラブ消滅へと追い込まれた。

### 再建 － 新たなスタート
2002年に「FCヴァッカー・ティロル」の正式名称の下、新たに再建されたクラブは、それまでのクラブの実績が考慮されオーストリアサッカー協会の特別な計らいにより、レギオナルリーガ西部（オーストリア3部）からの再出発を許可された。
（注：オーストリアには9部リーグまであり、このようなクラブ再建のケースでは通常9部からの再スタートが慣例となっている）。
2002年にオーストリア3部リーグ、2003年にオーストリア・ブンデスリーガ2部で優勝を果たし、2004年にオーストリア・ブンデスリーガ1部復帰を果たした。 
2007年7月に、クラブの正式名を「FCヴァッカー・ティロル」からクラブ創設時の公式名称である「FCヴァッカー・インスブルック」に戻した。
2015年7月に地元チロル州出身でSKラピード・ウィーンやSpVggグロイター・フュルト、FCロートヴァイス・エアフルトでスポーツディレクターや取締役等を務めたアルフレッド・ヘルトナーグルがGMに就任し、名門復活に向けてのビジョン「Mission 2020」を発表した。
2018年5月に2017-18年シーズンでのオーストリア・ブンデスリーガ2部優勝とオーストリア・ブンデスリーガ1部への復帰を決定付けた。
2021年夏、モラス雅輝がヴィッセル神戸から監督としてクラブに復帰したことをきっかけに、東京大学運動会ア式蹴球部（体育会サッカー部）とのパートナーシップを締結した。同部は「東大ア式蹴球部は国内最大規模のテクニカルユニット（20人もの専門分析官）や学問的知見を備えたフィジカルコーチなどを擁し、ピッチ内外での先進性や専門性を独自の強みであると捉えています。そうした領域で最先端を走る欧州との関わりを通じてさらに我々の強みを向上させ、知見の供給や人材の輩出を通じて日本サッカー界に貢献したいと考えています」とリリースした。

## タイトル

### 国内タイトル
- オーストリア・ブンデスリーガ 優勝 : 10回
  - 1971, 1972, 1973, 1975, 1977, 1989, 1990, 2000, 2001, 2002

- オーストリア・ブンデスリーガ 準優勝 : 5回
  - 1967, 1968, 1974, 1976, 1991

- オーストリア・カップ 優勝 : 7回
  - 1970, 1973, 1975, 1978, 1979, 1989, 1993

- オーストリア・カップ 準優勝 : 6回
  - 1976, 1982, 1983, 1987, 1988, 2001

- オーストリア・スーパーカップ 準優勝 : 6回
  - 1987, 1989, 1990, 1993, 2000, 2001

- オーストリア・レギオナルリーガ西部 優勝 ： 1回
  - 2003

- オーストリア・ブンデスリーガ2部 優勝 ： 5回
  - 1964, 1981, 2004, 2010, 2018

### 国際タイトル
- ミトローパ・カップ 優勝 : 2回
  - 1975, 1976

- UEFAインタートトカップ 優勝 : 4回
  - 1975, 1989, 1990, 1991年

- UEFAインタートトカップ 準優勝 : 1回
  - 1995

- UEFAチャンピオンズカップ 準々決勝進出 : 1回
  - 1978

- UEFAカップ 準決勝進出 : 1回
  - 1987

## 近年の成績
| シーズン | リーグ                          | 順位 | 試 | 勝 | 分 | 敗 | 得  | 失 | 点 |
| -------- | ------------------------------- | ---- | -- | -- | -- | -- | --- | -- | -- |
| 1987-88  | ブンデスリーガ                  | 6位  | 36 | 11 | 15 | 10 | 47  | 49 | 37 |
| 1988-89  | ブンデスリーガ                  | 1位  | 36 | 24 | 7  | 5  | 78  | 38 | 55 |
| 1989-90  | ブンデスリーガ                  | 1位  | 36 | 23 | 9  | 4  | 78  | 37 | 55 |
| 1990-91  | ブンデスリーガ                  | 2位  | 36 | 21 | 9  | 6  | 78  | 35 | 51 |
| 1991-92  | ブンデスリーガ                  | 3位  | 36 | 21 | 5  | 10 | 69  | 49 | 47 |
| 1992-93  | ブンデスリーガ                  | 5位  | 36 | 14 | 12 | 10 | 63  | 43 | 26 |
| 1993-94  | ブンデスリーガ                  | 4位  | 36 | 14 | 11 | 11 | 48  | 33 | 39 |
| 1994-95  | ブンデスリーガ                  | 5位  | 36 | 15 | 10 | 11 | 61  | 44 | 40 |
| 1995-96  | ブンデスリーガ                  | 3位  | 36 | 18 | 8  | 10 | 64  | 40 | 62 |
| 1996-97  | ブンデスリーガ                  | 4位  | 36 | 16 | 7  | 13 | 49  | 40 | 55 |
| 1997-98  | ブンデスリーガ                  | 6位  | 36 | 12 | 12 | 12 | 49  | 51 | 48 |
| 1998-99  | ブンデスリーガ                  | 6位  | 36 | 15 | 10 | 11 | 49  | 41 | 55 |
| 1999-00  | ブンデスリーガ                  | 1位  | 36 | 24 | 5  | 7  | 54  | 30 | 77 |
| 2000-01  | ブンデスリーガ                  | 1位  | 36 | 20 | 8  | 8  | 63  | 31 | 68 |
| 2001-02  | ブンデスリーガ                  | 1位  | 36 | 23 | 6  | 7  | 63  | 20 | 75 |
| 2002-03  | レギオナルリーガ西部            | 1位  | 30 | 26 | 2  | 2  | 101 | 17 | 80 |
| 2003-04  | オーストリア・ブンデスリーガ2部 | 1位  | 36 | 22 | 6  | 8  | 65  | 44 | 72 |
| 2004-05  | ブンデスリーガ                  | 6位  | 36 | 11 | 11 | 14 | 48  | 48 | 44 |
| 2005-06  | ブンデスリーガ                  | 9位  | 36 | 10 | 12 | 14 | 44  | 55 | 42 |
| 2006-07  | ブンデスリーガ                  | 9位  | 36 | 8  | 10 | 18 | 40  | 64 | 34 |
| 2007-08  | ブンデスリーガ                  | 10位 | 36 | 6  | 11 | 19 | 32  | 63 | 29 |
| 2008-09  | ブンデスリーガ2部               | 2位  | 33 | 18 | 8  | 7  | 65  | 44 | 62 |
| 2009-10  | ブンデスリーガ2部               | 1位  | 33 | 21 | 6  | 6  | 67  | 26 | 69 |
| 2010-11  | ブンデスリーガ                  | 6位  | 36 | 13 | 11 | 12 | 43  | 42 | 50 |
| 2011-12  | ブンデスリーガ                  | 7位  | 36 | 10 | 15 | 11 | 36  | 45 | 45 |
| 2012-13  | ブンデスリーガ                  | 8位  | 36 | 11 | 3  | 22 | 41  | 75 | 36 |
| 2013-14  | ブンデスリーガ                  | 10位 | 36 | 5  | 14 | 17 | 42  | 70 | 29 |
| 2014-15  | ブンデスリーガ2部               | 6位  | 36 | 11 | 10 | 15 | 32  | 43 | 43 |
| 2015-16  | ブンデスリーガ2部               | 3位  | 36 | 17 | 8  | 11 | 61  | 47 | 59 |
| 2016-17  | ブンデスリーガ2部               | 4位  | 36 | 15 | 12 | 9  | 58  | 53 | 54 |
| 2017-18  | ブンデスリーガ2部               | 1位  | 36 | 21 | 8  | 7  | 60  | 29 | 71 |
| 2018-19  | ブンデスリーガ                  | 12位 | 32 | 8  | 5  | 19 | 32  | 51 | 20 |
| 2019-20  | ブンデスリーガ2部               | 6位  | 30 | 13 | 5  | 12 | 44  | 49 | 44 |
| 2020-21  | ブンデスリーガ2部               | 4位  | 30 | 17 | 6  | 7  | 50  | 33 | 57 |

## 現所属メンバー
2021年2月14日現在
注：選手の国籍表記はFIFAの定めた代表資格ルールに基づく。
| No. | Pos. |              | 選手名                         |
| --- | ---- | ------------ | ------------------------------ |
| 1   | GK   | オーストリア | ルーカス・ヴェードル           |
| 13  | GK   | オーストリア | アレクサンダー・エックマイヤー |
| 80  | GK   | オーストリア | マルコ・クナッラー             |
| 2   | DF   | オーストリア | フェリックス・ケッヒル         |
| 3   | DF   | オーストリア | マルクス・ヴォストリー         |
| 4   | DF   | トルコ       | シェフィク・アバリ             |
| 5   | DF   | オーストリア | ダリヨ・グルイジッチ           |
| 14  | DF   | オーストリア | ルーカス・フップフアウフ       |
| 16  | DF   | オーストリア | アレクサンダー・ヨピッヒ       |
| 18  | DF   | オーストリア | シュテファン・モイスブルガー   |
| 19  | DF   | オーストリア | トーマス・コーフラー           |
| 22  | DF   | オーストリア | フローリアン・コップ           |
| 26  | DF   | ドイツ       | メルハス・ドスキ               |
| 6   | MF   | オーストリア | ロベルト・マルティッチ         |
| 8   | MF   | ギニア       | カリム・コンテ                 |
| 9   | MF   | トルコ       | オカン・アイディン             |

| No. | Pos. |                          | 選手名                         |
| --- | ---- | ------------------------ | ------------------------------ |
| 11  | MF   | オーストリア             | マルクス・ヴァルナー           |
| 17  | MF   | オーストリア             | ラファエル・ガレー             |
| 20  | MF   | ドイツ                   | ファビオ・ヴィテリッティ       |
| 23  | MF   | オーストリア             | ラミ・テキア                   |
| 24  | MF   | 日本                     | 財前淳                         |
| 28  | MF   | オーストリア             | クレメンス・フーブマン         |
| 29  | MF   | オーストリア             | ティジアン・シャルマー         |
| 31  | MF   | ドイツ                   | マルコ・ホルツ                 |
| 35  | MF   | ボスニア・ヘルツェゴビナ | アネル・ハジッチ               |
| 7   | FW   | オーストリア             | フローリアン・ヤムニッグ       |
| 10  | FW   | オーストリア             | アレクサンダー・グリュンドラー |
| 27  | FW   | オーストリア             | フェリックス・マンドル         |
| 37  | FW   | オーストリア             | ルーカス・フリドリカス         |
| 77  | FW   | ブラジル                 | ジョアオ・ルイス               |
| 99  | FW   | ブラジル                 | ロニヴァウド                   |

## 歴代監督
| 氏名                               | 国籍         | 期間            |
| エルンスト・ハッペル               | オーストリア | 1987年 - 1991年 |
| ホルスト・フルベッシュ             | ドイツ       | 1992年          |
| ホルスト・ケッペル                 | ドイツ       | 1993年 - 1994年 |
| ハンス・クランクル                 | オーストリア | 1994年 - 1995年 |
| ディートマール・コンスタンティーニ | オーストリア | 1995年 - 1997年 |
| フランティシェク・ツィプロ         | チェコ       | 1997年 - 1998年 |
| クルト・ヤーラ                     | オーストリア | 1999年 - 2001年 |
| ヨアヒム・レーヴ                   | ドイツ       | 2001年 - 2002年 |
| ミヒャエル・シュトライター         | オーストリア | 2002年 - 2003年 |
| ヘルムート・クラフト               | オーストリア | 2003年 - 2004年 |
| スタニスラフ・チェルチェソフ       | ロシア       | 2004年 - 2006年 |
| フランティシェック・ストラカ       | ドイツ       | 2006年 - 2007年 |
| ラース・ゼンデガールド             | デンマーク   | 2007年          |
| ヴァルター・コーグラー             | オーストリア | 2008年 - 2012年 |
| ローランド・キルヒラー             | オーストリア | 2012年 - 2013年 |
| ミヒャエル・シュトライター         | オーストリア | 2013年 - 2014年 |
| クラウス・シュミット               | オーストリア | 2014年 - 2016年 |
| マウリツィオ・ヤコバッツィ         | スイス       | 2016年          |
| カール・ダクスバッハー             | オーストリア | 2017年 - 2019年 |
| トーマス・グルムザー               | オーストリア | 2019年 - 2020年 |
| ダニエル・ビエロフカ               | ドイツ       | 2020年 - 2021年 |
| モラス雅輝                         | 日本         | 2021年 - 2022年 |
| ミヒャエル・エンニング             | ドイツ       | 2022年          |

## 歴代所属選手

### GK
| - フリードリッヒ・コンシリア 1971-1979 | - トミスラヴ・イヴコヴィッチ 1985-1988 | - スタニスラフ・チェルチェソフ 1996-2002 |

### DF
| - ブルーノ・ペッツァイ 1974-78, 1987-90 - ディートマー・コンスタンティーニ 1975－79, 1980-81 - アルフレッド・ヘルトナーグル 1984-93, 1998-2005 | - クルト・ガルガー 1988-1990 - アレクサンデル・クナヴス 1997-2001 - ゾラン・バリシッチ 1997-2002 - ロベルト・イベルツベルガー 2001-2002 | - ネド・ゼリッチ 2004 - トーマス・シュランメル 2008-2009 - ドミニク・バウムガルトナー 2016-2019 |

### MF
| - クルト・ヤーラ 1968-1973 - ヨーゼフ・ヒッケルスベルガー 1978-1980 - ハンジ・ミュラー 1985-1990 - ハインツ・パイシュル 1985-92, 1992-93, 1995 - ネストル・ゴロシート 1989-1992 - ミヒャエル・バウアー 1989-96, 1997-2002 | - ローランド・キルヒラー 1990-2002 - マリオ・ベーン 1992-1993 - マルセロ・カラセード 1993-1994 - ハラルト・チェルニー 1994-1995 - パトリク・イェジェク 1998-2000, 2001-02 | - エルンスト・エブスター 2010-2011 - ダニエル・シュッツ 2011-2014 - シモン・ピージンガー 2012-2014 - ユルゲン・ゾイメル 2014-2017 - カリム・コンテ 2018-2021 - 財前淳 2018-2022 |

### FW
| - クリストフ・ヴェスターターラー 1983-86, 1988-94, 2002-03 - ペーター・パクルト 1986-1992 - スレイマン・サネ 1994-1995 | - ウィルフリード・サヌ 2002 - ベジアン・イドリツァイ 2008 - ルーカス・ヒンテルゼーア 2008-12, 2013-14 | - ズラトコ・デディッチ 2017-2019 - 二田理央 2021-2022 |

### 女子部門所属選手
| - ダニエラ・イラシュコ＝シュトルツ 2006-2017 - カタリーナ・シーヒトル 2007-2013 - メラニー・フィッシャー 2007-2017 | - ヤスミン・パール 2009-2015, 2016-2020 - ニコル・ビッラ 2010-2013 - 泊志穂 2018.1-2019.6 | - 藤澤真凛 2018.1-2019.6 - 川﨑咲耶 2019.7-2020.1 - 黒﨑優香 2021.1-2021.6 - 伊藤彩羅 2022.1-2022.6 |

## FCヴァッカー・インスブルック II/U-23
このチームは同クラブのアカデミー出身者のみならず国内外から集まった将来有望な若手選手達がオーストリア・ブンデスリーガに属するトップチームへ昇格するための最終ステップの役割を担っている。基本17歳から23歳までの有望な若手選手22名により構成されており、チームに経験を与える目的で数人の23歳以上の選手も所属している。
オーストリアのほぼ全てのU23-チームが3部もしくは4部に所属する中、若手選手が可能な限り高いレベルで試合経験を積み実力アップを図る場を提供するという構想の下、リーグ機構の規定に基づきU-23チームはオーストリア・ブンデスリーガ2部にまで昇格できることになっている。FCヴァッカー・インスブルックのU-23も長年に渡って3部に所属していたが、2018-19年シーズンのみは2部リーグに所属した。順位的には残留を果たしたものの、トップチームがオーストリア・ブンデスリーガ1部から降格したのに伴い、U-23チームも2部から3部リーグに戻る形になった。
2021-22シーズンはモラス雅輝が監督に就任し、サガン鳥栖から二田理央が期限付き移籍で加入する。

## 女子サッカー部門
FCヴァッカー・インスブルックの女子サッカー部門設立は1979年とオーストリア・ブンデスリーガに所属しているプロクラブの中では最も長い歴史を誇る（オーストリアでは男子とは別にUSCランドハウス・ウィーンやSVノイレングバッハ等の女子サッカーの強豪クラブがあり、男子のプロサッカークラブが女子チームを運営することは長い間行われていなかった）。
1985年にはオーストリア・レディースカップで優勝を果たすなど好結果を残していたが、財政敵な理由から1989年に入ってから活動が一時休止。女子部門は同じくインスブルックを拠点とし、提携関係を結んでいたインスブルッカーAC (Innsbrucker AC)が事実上引き継ぐ形で運営された。
2004年にオーストリアサッカー協会が「全てのオーストリア・ブンデスリーガ（男子）のクラブは女子サッカー部門をも運営するべし」という方針を打ち出すと、元々FCヴァッカー・インスブルックのサポーターの間で「女子サッカー部門の復活を」と願う声が多かったことから、同クラブとしても女子サッカー部門の復活に取り組むようになる。
2006年6月、女子部門はインスブルッカーAC からFCヴァッカー・インスブルックに移行された。インスブルッカーACの女子チームはオーストリア・女子ブンデスリーガで好結果を残し、UEFA女子チャンピオンズリーグにも出場。その他多くのオーストリア代表選手を輩出し、イタリアのセリエAなどからも選手が移籍してくるオーストリアを代表する強豪チームに育っていた。しかし、オーストリア・女子ブンデスリーガの所属ライセンスをクラブ同士で譲ることがオーストリアサッカー協会に認められなかったため、2006-2007年シーズンに復活したFCヴァッカー・インスブルックの女子トップチームは、女子のオーストリア2部リーグからの再出発を余儀なくされた。
しかしインスブルッカーAC時代から同チームに所属していたオーストリア代表選手を始め多くの選手が残留したほか、FIFA U19ワールドカップ大会優勝経験のある元U19ドイツ代表選手などがFCヴァッカー・インスブルックに新たに移籍してきたため、初年度で2部リーグでの優勝を果たし、2007-08年のシーズンから再びオーストリア・女子ブンデスリーガに復帰した。以降、当初はリーグ準優勝3回、3位2回とコンスタントに好結果を残していたが、徐々に財政的にも強力な競合クラブの台頭を許すようになり、2014年頃から低迷するようになる。2016－17年シーズンにはオーストリア・女子ブンデスリーガ1部のトップチームとオーストリア・女子ブンデスリーガ2部のセカンドチームが共に最下位の結果でシーズンを終え、2017年6月にダブル降格となった。
2017年7月、FCレッドブル・ザルツブルクや浦和レッズ等に在籍したモラス雅輝が同部門のトップチーム及びセカンドチームのスポーツディレクター兼監督に就任したことが発表された 。
2018年6月、トップチーム（2部）とセカンドチーム（3部）はそれぞれの所属リーグで優勝し、オーストリア・女子ブンデスリーガ1部及び2部リーグへのダブル昇格を果たした
。

### 女子部門のクラブ内の立ち位置
オーストリア・プロサッカークラブの中でもクラブ内で最も女子サッカーのステータスが高いクラブとして女子サッカー業界で高い評価を得ており、ホームページなどでも女子のトップチーム及びセカンドチームは男子のトップチーム及びセカンドチームと同等の扱いを受けている。
また、「女子サッカー部門はクラブのフィロソフィーの一環として存在しているので、万が一クラブが財政的な問題に陥っても女子サッカーチームを放棄することはあり得ない」と公言しており、クラブの定款でも女子サッカー部門の活動について表記されている。
女子サッカー部門を運営するオーストリア・ブンデスリーガ（男子）のクラブとして先駆的役割を果たしており、同クラブの活動に鼓舞される形でSKシュトゥルム・グラーツやFKアウストリア・ウィーン（USCランドハウス・ウィーンとの事業提携）等が女子サッカー部門の運営を始めている。

## サポーター
「ノルドポール・インスブルック」（”Nordpol Innsbruck“）や「フェアリュックテン・ケップフェ」（“Verrückten Köpfe“）など多くのサポーターズクラブが存在しており、各サポーターズクラブの代表からなる「ティヴォリ・ノルド」（”Tivoli Nord”）グループの下、全サポーターズクラブが組織されている。
同クラブのサポーターは試合中の派手なコレオグラフィーや試合開始直前の緑色の発煙筒などで有名である。また、サッカースタジアム内だけではなく、スタジアム外などでも外国人排除反対や差別反対などの政治的な活動や移民や金銭的に貧しい人々を援助する社会的活動を積極的に行っていることで知られており、クラブ自体がこのような活動を積極的サポートしていることから、上記活動のために毎シーズン一定の金額がサポーターズクラブに供給されている。
イングランド、ドイツ、イタリア、スコットランド同様サッカーが単なるエンターティメントやスポーツではなく、社会、そして生活の一部として根付いているオーストリアでは、各クラブのサポーターにも個性と政治的な位置づけがある。
右翼のクラブとして知られているSKアウストリア・ケルンテンとは対照的に、FCヴァッカー・インスブルックのサポーターは外国人に非常に好意的である。その好例として、2008-09年シーズンのチーム最大のスターはアフリカ系オランダ人であったことがあげられる。チームのために「常に高いモチベーションをみせる選手」に対して正当な評価を与え、オーストリア人であろうと外国人であろうと良いパフォーマンスを見せればサポーターから愛され歓迎される。
ドイツのアイントラハト・フランクフルトとイタリアのアタランタBCのサポーターズクラブと友好関係を結んでおり、定期的に交流が行われている。